# SABC 1
SABC 1 es un canal de televisión sudafricano de servicio público emitido por South African Broadcasting Corporation (SABC), transmitiendo en inglés y lenguas nguni.
Fue creado en 1996, luego de que la SABC reestructurara sus canales de televisión. SABC 1 genera la audiencia más amplia de Sudáfrica debido a su diversidad de programación. El eslogan del canal es "Mzansi fo sho", que traduce como Verdaderamente surafricano.
La oficina central y el estudio se encuentran en Johannesburgo. También tiene oficinas en Ciudad del Cabo.

## Historia
El 1 de enero de 1982, se introdujeron 2 servicios de televisión: TV2 en zulú y xhosa y TV3 en sotho y tswana, ambas dirigidas a un público urbano negro. El canal principal, ahora llamado TV1, se dividió de manera uniforme entre el inglés y el afrikáans. En 1985, se introdujo un nuevo servicio llamado TV4, que incluía la programación de deportes y entretenimiento, utilizando el canal compartido por TV2 y TV3, el cual dejó de transmitir a las 9:30 de la noche.
En 1992, TV2, TV3 y TV4 se combinaron en un nuevo canal llamado CCV (Contemporary Community Values, valores de la comunidad contemporánea). En 1996, SABC reorganizó sus 3 canales de televisión con el objetivo de hacerlos más representativos de los diversos grupos lingüísticos. Estos nuevos canales se llamaron SABC 1, SABC 2 y SABC 3. SABC 1 transfirió gran parte de su programación desde el difunto canal CCV, que a su vez estaba formado por los antiguos canales TV2, TV3 y TV4.